# 順天完州高速公路
順天完州高速公路（：／ Suncheon Wanju gosokdoro */?），是連接韓國全羅南道順天市和全羅北道完州郡的一條高速公路。全長約118公里。